# Джерело «Сонячне»
Джерело́ «Со́нячне» — гідрологічна пам'ятка природи місцевого значення в Україні. Об'єкт природно-заповідного фонду Вінницької області. 
Розташована в межах Літинського району Вінницької області, на схід від с. Іванівці. 
Площа 0,01 га. Оголошена відповідно до рішення Вінницького облвиконкому від 29.08.1984 р. № 371. Перебуває у віданні Тесівської сільської ради. 
Статус надано для збереження джерела ґрунтових вод, що живить р. Хвоса.